# Най-облагодетелствана нация
Най-облагодетелствана нация е термин от международните икономически отношения, свързан с митническото облагане.

## Определения
Съгласно член I от ГАТТ, член II от ГАТС и член 4 от ТРИПС третирането като „най-облагодетелствана нация“ означава спазване на принципа за недискриминация между търговските партньори.
Търговският режим „най-облагодетелствана нация“ (или н.о.н., на английски: m.f.n.) e термин от международната търговия, който се отнася до отношенията между държавите като търговски партньори във връзка с техния износ и внос. Тази режим се прилага след сключване на търговско споразумение между две държави, които се договарят помежду си да прилагат определени търговски привилегии. Най-често това третиране се предоставя в рамките на зони за свободна търговия и митнически съюзи.

## История
При възникването си, режимът н.о.н. се осъществява при сключване на договорености между две държави в двустранни преговори, като основанията за прилагането му се намират единствено в двустранни международни договори.
През XIX и в началото на ХХ век западните държави налагат на някои азиатски държави третирането им на база н.о.н., което отново се основава на двустранни споразумения. (Виж: режим на капитулациите).
След Втората световна война се създава възможност за многостранни преговори по сключването на нови търговските споразумения и споразумения във връзка с митническите тарифи. Този процес се задейства в рамките на Общото споразумение за митата и търговията (ГАТТ), което през 1994 г. дава началото на Световната търговска организация (СТО).
Световната търговска организация задължава всяка от своите страни-членки да предостави на всяка друга държава членка третиране н.о.н. На практика обаче търсената либерализация на международната търговия се ограничава от относително широкото прилагане на търговските бариери. Поради тази причина СТО препоръчва използването на много по-о прозрачните тарифни мерки.

## Критика
Критиците на режима н.о.н. посочват, че изразът е подвеждащ, защото вместо да предоставя търговски преференции, той гарантира на държавите единствено еднакво третиране. Ако една държава се ползва със статут на н.о.н., износът към държавата, предоставила това третиране ще бъде подложен на не по-ниски и не по-високи тарифни ставки от тези на които и да е държава, която също се ползва с този режим. Така всички държави с този статус разполагат с едни и същи благоприятни условия за осъществяване на търговия между двете държави.
Клаузата н.о.н. осигурява равни търговски възможности, особено по отношение на вносните мита и свободата на инвестициите.
Широкото разпространение на подобни отстъпки има за цел насърчаването на свободната търговия. Независимо от това, противниците на този режим твърдят, че равните условия за търговия благоприятстват единствено развитието на икономически най-силните държави.